# Tipula nobilior
Tipula nobilior är en tvåvingeart som beskrevs av Alexander 1961. Tipula nobilior ingår i släktet Tipula och familjen storharkrankar. Inga underarter finns listade i Catalogue of Life.